# Жумадилов, Кабдеш
Кабдеш Жумадилов (25 апреля 1936 — 5 апреля 2021) — советский и казахстанский писатель, поэт, редактор. Лауреат Государственной премии Казахской ССР им. Абая (1990). Народный писатель Казахстана (1998).

## Биография
Происходит из рода Төртуыл племени найман. В 1965 году окончил Казахский государственный университет имени С. М. Кирова.
В 1965-1967 годах работал литературным сотрудником в газете «Қазақ әдебиеті», в 1967-1976 годах — редактором в издательстве «Жазушы», в 1976-1981 годах — редактором в Госкомиздате Казахской ССР. С 1981 года — на творческой работе. В 1970 году вступил в Коммунистическую Партию Советского Союза.
22 октября 1998 года Указом Президента Казахстана Кабдешу Жумадилову было присвоено почётное звание «Народный писатель Казахстана»
12 декабря 2005 года «за заслуги перед государством, активную общественную деятельность, значительный вклад в социально-экономическое и культурное развитие страны, укрепление дружбы и сотрудничества между народами» Жумадилов был награждён орденом «Парасат».
5 апреля 2021 года умер от сердечной недостаточности.

## Творчество
Первые стихи и рассказы Кабдеша Жумадилова были опубликованы в газете «Синьцзян» и журнале «Шугыла» в Китае.
В 1967 году вышел сборник стихов «Жас даурен» (Младое племя). Автор рассказов, повестей «Пролетают гуси» (1968), «Сары джайляу» (1978), «Выпуклое стекло» (1981), «Аргамаки» (1984).
Также вышли в свет романы «Кокейкести» (Зов, 1969) и «Дорогой счастья» (1976), дилогия «Последнее кочевье» (1974—1981). В исторических романах «Отчий край» (1985) и «Судьба» (1989) повествуется о трагической судьбе казахов, оказавшихся вдали от родины.
Историческая дилогия «Дарабоз» о Кабанбай батыре (книга первая — изд."Шабыт", 1994, книга вторая — изд."Жазушы", 1996). Книга повествует о жизни и боевом пути батыра, легендарного полководца Каракерей Кабанбая.

## Награды
- 1990 — Государственная премия Казахской ССР имени Абая в области литература и искусства за роман «Судьба» («Тағдыр»);
- 1998 (23 октября) — почётное звание «Қазақстанның халық жазушысы» (Народный писатель Казахстана);
- 2005 (12 декабря) — Орден Парасат (орден Благородства);
- 2018 (14 декабря) — Орден «Барыс» 2 степени;[6]
- 2020 (18 сентября) — звание «Почётный гражданин Алматы»;[7]
- 2020 (5 октября) — Медаль «Народная благодарность» («Халық алғысы»)[8]
- Правительственные медали, в том числе:
  - Медаль «10 лет Конституции Республики Казахстан» (2005);
  - Медаль «10 лет Астане» (2008);
  - Медаль «20 лет независимости Республики Казахстан» (2011);
  - Медаль «20 лет Конституции Республики Казахстан» (2015);
  - Медаль «25 лет независимости Республики Казахстан» (2016);
  - Медаль «20 лет Астане» (2018);